# Hits por M+
Hits por M+ es un canal de televisión por suscripción español, propiedad de Telefónica, cuya programación se centra en la emisión de películas taquilleras.

## Historia
Tras la salida de los canales de AMC Networks de Movistar Plus+ el 1 de enero de 2025, la operadora rediseñó su oferta de canales propios para compensar la desaparición de estas señales. Entre las medidas adoptadas, se planificó el lanzamiento de Hits por M+ con el fin de reemplazar a Canal Hollywood, canal que hasta entonces ofrecía contenidos cinematográficos, ocupando la frecuencia de Series por M+.
El nuevo canal comenzó sus emisiones el 28 de enero de 2025, reforzando la oferta de cine con títulos de gran éxito en taquilla.

## Disponibilidad
Hits por M+ se encuentra disponible en la plataforma de pago por satélite e IPTV Movistar Plus+, dentro de los paquetes de Cine o Premium, así como en su servicio de video bajo demanda, donde se ofrece la señal en directo (emisión lineal).
Fuera de España, se puede sintonizar en Andorra, a través de la plataforma SomTV de Andorra Telecom, ubicada en el dial 4.